# Cartosat-2A
Cartosat-2A est un satellite de télédétection indien lancé le 28 avril 2008. Le satellite est construit, lancé et est exploité par l'organisation indienne pour la recherche spatiale (ISRO). Il est placé en orbite héliosynchrone par un lanceur PSLV depuis le centre spatial Satish-Dhawan qui emporte également le minisatellite indien IMS-1 (en) et 8 nanosatellites de recherche de pays étrangers. Le satellite remplit une mission militaire pour le compte du ministère de la Défense indien.
Le satellite pèse 810 kg et est placé sur une orbite de 75 minutes avec une inclinaison de 90°.
Cartosat-2A dispose d'une caméra panchromatique qui prend des photos en noir et blanc en lumière visible. Le satellite prend des images sur une largeur de 9,6 km et la résolution angulaire est de 1 mètre. Les caméras peuvent s'incliner à 45° latéralement ou longitudinalement. Les panneaux solaires fournissent une énergie électrique de 900 watts.